# کیشارا جرج
کیشارا جرج (انگلیسی: Kishara George؛ زادهٔ ۲۲ سپتامبر ۱۹۸۳) ورزشکار دو و میدانی زن در رشته ۴۰۰ متر اهل گرنادا است که در مجموع در مسابقات بین‌المللی برندهٔ ۴ مدال نقره و برندهٔ ۳ مدال برنز شده‌است.

## آمار رقابتی
| سال                   | مسابقه                                                    | محل برگزاری           | مقام                  | رویداد                | توضیحات               |
| به نمایندگی از گرنادا | به نمایندگی از گرنادا                                     | به نمایندگی از گرنادا | به نمایندگی از گرنادا | به نمایندگی از گرنادا | به نمایندگی از گرنادا |
| --------------------- | --------------------------------------------------------- | --------------------- | --------------------- | --------------------- | --------------------- |
| ۱۹۹۸                  | CARIFTA Games                                             | پرت آو اسپاین         | ۳ام                   | ۴۰۰ متر (U17)         | ۵۴٫۸۰                 |
| ۱۹۹۸                  | Central American and Caribbean Junior Championships       | سان خوآن              | ۳ام                   | ۴۰۰ متر               | ۵۶٫۴۷                 |
| ۱۹۹۹                  | CARIFTA Games                                             | فور-دو-فرانس          | ۲ام                   | ۴۰۰ متر (U17)         | ۵۴٫۸۸                 |
| ۲۰۰۰                  | Central American and Caribbean Junior Championships (U20) | سان خوآن              | ۲ام                   | ۴x۴۰۰ متر             | ۳:۴۰٫۲۴               |
| ۲۰۰۲                  | CARIFTA Games                                             | ناسائو                | ۲ام                   | ۴۰۰ متر (U20)         | ۵۴٫۸۷                 |
| ۲۰۰۲                  | CARIFTA Games                                             | ناسائو                | ۷ام                   | ۲۰۰ متر (U20)         | ۲۴٫۹۶(-1.5)           |
| ۲۰۰۳                  | Central American and Caribbean Championships              | سینت‌جورجس             | ۲ام                   | ۴x۴۰۰ متر             | ۳:۳۲٫۹۹               |